# قائمة أوفا ون بيس
ون بيس هو مسلسل أنمي ياباني من تأليف إييتشيرو أودا وهو يرتكز على فصول مانغا ون بيس التي تتبع مغامرات مونكي دي لوفي، فتى شاب اكتسب جسمه خصائص المطاط بعد أكله بالخطأ فاكهة الشيطان (فاكهة المحيط حسب الدبلجة العربية الرسمية)، وطاقمه المتنوع من القراصنة، المسمين قراصنة قبعة القش. يستكشف لوفي المحيط بحثاً عن أعظم كنوز العالم المعروف باسم «ون بيس» ليصبح ملك القراصنة الثاني.
حُوِّلت الفصول إلى رسوم متحركة أصلية للفيديو (أوفا) من إنتاج برودكشن آي جي في 1998 من 4 حلقات مرتبطة بالأفلام، ومسلسل أنمي من إنتاج تويه أنيميشن، الذي بدأ بثه في اليابان في 20 أكتوبر 1999. منذ ذلك الحين، بث المسلسل الذي لا يزال مستمراً بمجموع 1,122  حلقة. يتم إصدار حلقة كل أسبوع تقريباً أو بمعدل أربع حلقات شهرياً. وبسبب اقتراب المسلسل من المانغا تم تعديل إنتاج المسلسل ليصبح حلقة لكل فصل في المانغا مع إضافة الكثير من التفاصيل. إضافة لذلك، أصدرت تويه أنيميشن ثلاثة عشر فلماً و 12 حلقة خاصة. وكما قد أنشأت شركات متعددة أنواع كثيرة من السلع مثل بطاقات الورق التجارية، وعدد كبير من ألعاب الفيديو.

## قائمة الحلقات

### اهزم! القرصان غانزاك
| رقم الأوفا | عنوان الأوفا                                   | تاريخ العرض الأصلي |
| ---------- | ---------------------------------------------- | ------------------ |
| 1          | «اهزم! القرصان غانزاك» (倒せ!海賊ギャンザック) | 26 يوليو 1998      |

### قصة الفجر الرومانسية
| رقم الأوفا | عنوان الأوفا                                         | تاريخ العرض الأصلي |
| ---------- | ---------------------------------------------------- | ------------------ |
| 2          | « قصة الفجر الرومانسية» (ロマンス ドーン ストーリー) | 21 سبتمبر 2008     |

### العالم القوي: الحلقة 0
| رقم الأوفا | عنوان الأوفا                                            | تاريخ العرض الأصلي |
| ---------- | ------------------------------------------------------- | ------------------ |
| 3          | «العالم القوي: الحلقة 0» (ストロングワールド Episode 0) | 21 ديسمبر 2009     |

### تسلل! ألف مشمس
| رقم الأوفا | عنوان الأوفا                                  | تاريخ العرض الأصلي |
| ---------- | --------------------------------------------- | ------------------ |
| 4          | «تسلل! ألف مشمس» (潜入!!サウザンド・サニー号) | 5 مارس 2011        |